# Каан, Скотт
Скотт Э́ндрю Каа́н (англ. Scott Andrew Caan; род. 23 августа 1976, Лос-Анджелес, Калифорния) — американский актёр кино и телевидения, сын Джеймса Каана. Наиболее известен по роли Тёрка Мэллойя в фильме «11 друзей Оушена» и его продолжениях, а также по роли Дэнни Уильямса в телесериале «Гавайи 5.0».

## Биография
Скотт Каан родился в Лос-Анджелесе в семье актёров. Его мать, Шейла Райан была моделью и актрисой, а отец известный киноактёр Джеймс Каан. Его бабушка и дедушка по отцовской линии были еврейскими иммигрантами из Германии. Родители Скотта развелись через год после его рождения, он имеет четверых братьев и сестер от других браков отца.
Каан — фанат рэп-групп Cypress Hill и House of Pain. До поступления в актёрскую школу в Лос-Анджелесе был членом хип-хоп группы The Whooliganz вместе с The Alchemist. Актёрскую карьеру начал в 1995 году. Свои первые большие роли он сыграл в фильмах: «Чёрное и белое» и «К бою готовы». В основном Скотт Каан прославился благодаря роли Тёрка Мэллойя в фильмах «11 друзей Оушена», «12 друзей Оушена» и «13 друзей Оушена». Он также снялся на телевидении, в 19-ти эпизодах сериала «Красавцы». С 2010 года исполняет одну из главных ролей в детективном телесериале «Гавайи 5.0».

### Личная жизнь
У Скотта есть коричневый пояс по бразильскому джиу-джитсу.
9 июля 2014 года у Скотта и его девушки Кейси Байксби родилась дочь Джози Джеймс Каан.

## Избранная фильмография
| Год       |   | Русское название                   | Оригинальное название       | Роль                    |
| --------- | - | ---------------------------------- | --------------------------- | ----------------------- |
| 1995      | ф | Парень, которого звали «Ненависть» | A Boy Called Hate           | Стив «Ненависть»        |
| 1997      | ф | Нигде                              | Nowhere                     | Даки                    |
| 1997      | ф | В наркотических волнах             | Bongwater                   | Бобби                   |
| 1998      | ф | Враг государства                   | Enemy of the State          | Джонс                   |
| 1999      | ф | Студенческая команда               | Varsity Blues               | Чарли Твидер            |
| 1999      | ф | Чёрное и белое                     | Black and White             | Скотти                  |
| 2000      | ф | Угнать за 60 секунд                | Gone in 60 Seconds          | Тумблер                 |
| 2000      | ф | К бою готовы                       | Ready to Rumble             | Шон Доукинс             |
| 2000      | ф | Бойлерная                          | Boiler Room                 | Ричи О’Флаерти          |
| 2001      | ф | Американские герои                 | American Outlaws            | Коул Янгер              |
| 2001      | ф | Новокаин                           | Novocaine                   | Дуэйн Айви              |
| 2001      | ф | 11 друзей Оушена                   | Ocean's Eleven              | Тёрк Мэллой             |
| 2003      | ф | Даллас 362                         | Dallas 362                  | Даллас                  |
| 2004      | ф | 12 друзей Оушена                   | Ocean's Twelve              | Тёрк Мэллой             |
| 2004      | ф | U-429: Подводная тюрьма            | In Enemy Hands              | Рэнделл Салливан        |
| 2005      | ф | Добро пожаловать в рай!            | Into the Blue               | Брайс                   |
| 2006      | ф | Положись на друзей                 | Friends with Money          | Майк                    |
| 2006      | ф | Собачья проблема                   | The Dog Problem             | Каспер                  |
| 2006      | ф | Одинокие сердца                    | Lonely Hearts               | детектив Рейли          |
| 2007      | ф | 13 друзей Оушена                   | Ocean's Thirteen            | Тёрк Мэллой             |
| 2007      | ф | Законы Бруклина                    | Brooklyn Rules              | Кормин Манкузо          |
| 2008      | ф | Знакомьтесь: Дэйв                  | Meet Dave                   | офицер Дули             |
| 2009      | ф | Мечты сбываются                    | Deep in the Valley          | Род Кэннон / Rod Cannon |
| 2009—2011 | с | Красавцы                           | Entourage                   | Скотт Лэвин             |
| 2010—2020 | с | Гавайи 5.0                         | Hawaii Five-0               | Дэнни Уильямс           |
| 2012      | с | Морская полиция: Лос-Анджелес      | NCIS: Los Angeles           | Дэнни «Данно» Уильямс   |
| 2013      | ф | Старикашки!                        | 3 Geezers!                  | Скотт                   |
| 2015      | ф | Рок на Востоке                     | Rock the Kasbah             | Джейк                   |
| 2018      | ф | Не вместе                          | Untogether                  | Эллис                   |
| 2023—2025 | с | Сигнал тревоги                     | Alert: Missing Persons Unit | Джейсон Грант           |